# チャン・ギヨン
チャン・ギヨン（朝: 장기용、張基龍、1992年8月7日 - ）は、韓国のモデル、俳優。蔚山広域市出身。

## 人物・来歴
1992年、蔚山市に男二人兄弟の次男として生まれる。兄はファッションデザイナーをしている。
高校卒業後、100倍の倍率を勝ち抜き龍仁大学校ミュージカル演劇学科に進学し、その後西京大学校モデル演技専攻に進んでいる。
2012年、ソウルコレクションでモデルデビューを果たす。モデルデビュー当時は歯科矯正をしており、それが少年のようなイメージを持たれ注目されるようになる。その後、2014年にはアジアファッションモデル賞、2015年にはコリアベストドレッサーの男性モデル部門を受賞するなど活躍。
俳優としては2014年にドラマ『大丈夫、愛だ』で本格的に演技に挑戦。
2017年、『カノジョは嘘を愛しすぎてる』で人気バンドCRUDE PLAYのドラマーでラッパーのチ・インホ役を演じOSTにも参加しラップを披露、続いて出演した『ゴー・バック夫婦』でも注目を集める。
2018年に初主演となったドラマ『ここに来て抱きしめて』で連続殺人鬼の父を持つ警察官という難役を演じた。この作品でもOSTに参加し、挿入歌「楽園の木」を歌った。
2019年、『恋愛ワードを入力してください〜Search WWW〜』で年下男子・パク・モゴンを演じ人気を不動のものとした。
2021年8月、兵役のため陸軍に入隊し、2023年2月に軍での服務を終えて除隊した。
2025年、YGエンターテインメントの俳優のマネジメント業務終了に伴い、同年2月にUAA（United Artist Agency）に移籍した。

## 出演

### ドラマ
- 大丈夫、愛だ（朝鮮語版）（2014年、SBS） - セム 役
- 最高の結婚（朝鮮語版）（2014年、TV朝鮮） - ペ・ドゥロ 役
- ソナム女子高探偵団（朝鮮語版）（2014年、JTBC） - アン・チェジュン 役
- 愛するウンドン（朝鮮語版）（2015年、JTBC） - 	イ・ソクテ 役
- ビューティフル・マインド（朝鮮語版）（2015年、KBS2） - ナム・ホヨン 役
- カノジョは嘘を愛しすぎてる（2017年、tvN） - ジ・インホ 役
- ゴー・バック夫婦（朝鮮語版）（2017年、KBS2） - チョン・ナムギル 役
- マイ・ディア・ミスター〜私のおじさん〜（2018年、tvN） - イ・グァンイル 役
- ここに来て抱きしめて（朝鮮語版）（2018年、MBC） - チェ・ドジン(ユン・ナム) 役
- 真心が届く（2019年、tvN） - カメオ出演
- キル・イット 〜巡り会うふたり〜（朝鮮語版）（2019年、OCN） - キム・スヒョン 役
- 恋愛ワードを入力してください〜Search WWW〜（2019年、tvN） - パク・モゴン 役
- Born Again（朝鮮語版）（2020年、KBS2） - チョン・ジョンボム / コン・ジチョル 役
- こんにちは? 私だよ!（2021年、KBS2） - カメオ出演
- 九尾の狐とキケンな同居（2021年、tvN） - シン・ウヨ 役
- 今、別れの途中です（2021年、SBS） - ユン・ジェグク 役
- ヒーローではないけれど（2024年、JTBC） - ポク・ギジュ 役

### 映画
- ザ・バッド・ガイズ（朝鮮語版）（2019年） - ソン・ヨンホ 役
- 甘酸っぱい（2021年）- チャンヒョク 役

### ミュージックビデオ
- IU『赤い靴』MV（2013年）
- IU『金曜日に会いましょう』MV（2013年）
- ホン・デグァン『弘大(ホンデ)に行けば』MV（2016年）
- クォン・ジンア『終わり』（2016年）
- BROWN EYED SOUL『Night and Day』MV

## 受賞歴
- 第9回アジアモデル賞 ファッションモデル賞 [8]
- 第30回コリアベストドレッサー 男性モデル部門[8]
- 第6回APAN Star Awards 男子新人賞（『マイ・ディア・ミスター〜私のおじさん〜』）[13]
- 第3回Asia Artist Awards 新人賞（『マイ・ディア・ミスター〜私のおじさん〜』）[13]
- 2018MBC演技大賞 優秀演技賞・ベストカップル賞（『ここに来て抱きしめて』）[13]
- 第8回大韓民国韓流大賞 ライジングスター賞[13]
- 第55回百想芸術大賞 男性新人賞（『ここに来て抱きしめて』）[13]